# Coleophora glissandella
Coleophora glissandella é uma espécie de mariposa do gênero Coleophora pertencente à família Coleophoridae.